# 加色丁禮天主教底特律聖多默教區
加色丁禮天主教底特律聖多默教區（拉丁語：Eparchia Sancti Thomas Apostoli Detroitensis Chaldaeorum）是美國一個東儀天主教（加色丁禮）教區，直屬教廷。
1982年1月11日成立美國宗座代牧區，1985年8月3日升為教區。教區範圍包括美國東部諸州。2010年有八個堂區、十九名司鐸，103,900位教友。現任教區主教為易卜拉欣·納莫·易卜拉欣。